# Fashion Star
Fashion Star est une émission de télévision américaine de type « émission de talent », diffusée sur le réseau NBC. L'émission est présentée par le top-model australien Elle MacPherson.

## Mentors/Jury
Le jury est divisé en deux groupes. D'un côté les mentors : la chanteuse américaine Jessica Simpson, la créatrice Nicole Richie, et le couturier John Varvatos. De l'autre côté, les acheteurs pour H&M, Macy's et Saks Fifth Avenue.

## Candidats saison 1
| Créateur           | Age | Ville d'origine           | Classement |
| ------------------ | --- | ------------------------- | ---------- |
| Nicholas Bowes     | 38  | Los Angeles, Californie   | 14e        |
| Oscar Fierro       | 37  | Lewisville, Texas         | 13e        |
| Lizze Parker       | 41  | Seattle, Washington       | 12e        |
| Lisa Vian Hunter   | 47  | Mercer Island, Washington | 11e        |
| Edmond Newton      | 32  | Atlanta, Georgie          | 10e        |
| Barbara Bates      | 55  | Chicago, Illinois         | 9e         |
| Sarah Parrott      | 31  | Marietta, Georgie         | 8e         |
| Ross Bennett       | 27  | Austin, Texas             | 7e         |
| Nikki Poulos       | 43  | Delray Beach, Floride     | 6e         |
| Orly Shani         | 26  | New York, New-York        | 5e         |
| Luciana Scarabello | 30  | Miami, Floride            | 4e         |
| Nzimiro Oputa      | 28  | New York, New-York        | Finaliste  |
| Ronnie Escalante   | 32  | San Francisco, Californie | Finaliste  |
| Kara Laricks       | 38  | New York, New-York        | gagnante   |

## Candidats saison 2
| Créateur           | Age    | Ville d'origine           | Classement |
| ------------------ | ------ | ------------------------- | ---------- |
| David APPEL        | 24 ans | Brooklyn, New-York        | 10e        |
| Silvia ARGUELLO    | 38 ans | Milan Italie              |            |
| Priscilla BARROSO  | 31 ans | Austin, Texas             | 9e         |
| Hunter BELL        | 32 ans | Florence, Caroline du sud |            |
| Garrett GERSON     | 32 ans | Malibu, Californie        |            |
| Jesseray VASQUEZ   | 28 ans | Malibu, Californie        |            |
| Johana HERNANDEZ   | 24 ans | Compton, Californie       |            |
| Cassandra HOBBINS  | 31 ans | Edmonton, Canada          |            |
| Tori NICHEL        |        | New-York, New-York        | 11e        |
| Amber PERLEY       | 30 ans | Austin, Texas             | 7e         |
| Brandon SCOTT      |        | Los Angeles, Californie   | 8e         |
| Daniel SILVERSTIEN |        | Reading, Pennsylvanie     |            |
| Bret YOUNG         |        | Los Angeles, Californie   | 12e        |